# Chandralekha
Chandralekha Prabhudas Patel, née le 6 décembre 1928 et morte le 30 décembre 2006, communément appelée Chandralekha, était une danseuse et une chorégraphe indienne. Nièce de Vallabhbhai Patel, premier vice-premier ministre de l'Inde, elle a été l'une des figures de proue de la fusion du bharata natyam avec le yoga et certains arts martiaux comme le Kalarippayatt.
En 2004, elle a reçu la plus haute distinction de la Sangeet Natak Akademi, l'Académie nationale indienne pour la musique, la danse et le théâtre, la Sangeet Natak Akademi Fellowship.

## Biographie
Elle est née le 6 décembre 1928 à Vada, à proximité de Bombay, dans le Maharashtra, d'un père médecin, libéral et agnostique et d'une mère pieuse hindoue,.
Après avoir terminé ses études secondaires, Chandralekha étudie le droit. Elle vit avec Harindranath Chattopadhyay (en), un poète, dramaturge, comédien, et musicien de Madras, frère cadet de Sarojini Naidu. Il a trente ans de plus qu'elle, mais cet écart d’âge leur est indifférent. Ils militent ensemble pour de nombreuses causes,. Elle abandonne ses études de droit à mi-parcours pour se consacrer à la danse. Elle commence avec le bharata natyam, une forme de danse pratiquée par des danseurs de temple dans le sud de l'Inde, sous la tutelle d'Ellappa Pillai. Elle est également influencée par Balasaraswati et Rukmini Devi Arundale.
Chandralekha devient rapidement une danseuse réputée. Elle s’intéresse également à l’histoire de cet art de la danse : « J'interroge l'histoire du bharata natyam, je remonte aux sources, aux textes. A l'origine, danse sacrée des temples, le bharata natyam s'enrichit au temps des cours royales, avant de devenir, au XIXe siècle, comme toutes les formes de danse indienne, synonyme de prostitution. Encore aujourd'hui, le mot putain et le mot danseuse sont les mêmes. » Et de compléter son propos en affirmant : «« La prostitution est plutôt du côté de la famille, du mariage, des abus dont sont victimes les femmes en Inde. » Elle arrête de danser pendant quelques années. Elle écrit un essai sur le suicide des femmes, et un autre sur la protection de la nature. Elle voyage, notamment aux États-Unis dans les années 1960 et début des années 1970 . Elle s’intéresse à la peinture et au design, à l’art minimaliste, mais rencontre également Merce Cunningham,.
De retour à Madras, en 1972, elle crée une danse, Navagraha, où elle fusionne les rythmes du bharata natyam aux arts martiaux, aux postures du yoga, et aux traditions tantriques. Puis elle reste à nouveau plus d’une décennie sans danser,. En 1984, elle revient à la danse avec Primal Energy, un éloge de l'énergie féminine qui, selon l’enseignement du maître Shankaracharya, précède toute création. Elle fait construire son propre théâtre en plein air à Madras, et y présente en 1985 son oeuvre-manifeste, Angika. « Guerrière et joyeuse », elle y chevauche un partenaire masculin. « Le garçon, merveilleusement entraîné aux arts martiaux, ne voulait pas que son gourou le voie dans cette position. Je l'ai convaincu qu'il ne pouvait le faire qu'à condition que son gourou assiste à une répétition. A l'issue de cette dernière, le maître m'a affirmé que chacun de ses élèves serait dorénavant disponible pour mon travail. La femme qui chevauche le dos de l'homme est une figure forte qui vient de la mythologie. ». Les créations s’enchaînent ensuite. Pina Bausch l’invite en 1988 à présenter Angika au festival de Wuppertal. En 1994, Pina Bausch se rend en Inde. En 1995, Chandralekha fait l’ouverture du Festival des femmes de Hambourg. Le soir de la première, Pina Bausch monte sur scène lui apporter des fleurs.
Elle reçoit plusieurs distinctions en Inde pour ses travaux et son œuvre, notamment en 2003 le Kalidas Samman (en), et en 2004 le Sangeet Natak Akademi Fellowship (en).
- Chandralekha: Woman, Dance, Resistance, Rustom Bharucha, New Delhi, 1995.